# San José de la Costa (Venezuela)
Pour les articles homonymes, voir San José de la Costa et San José.
San José de la Costa est la capitale de la paroisse civile de San José de la Costa de la municipalité de Píritu de l'État de Falcón au Venezuela.